# Rääf i Finland
Rääf i Finland var en uradlig adelsätt från Raukkala i Lundo, sydvästra Finland som introducerades 1625 med namnet Rääf på nummer 24, och fick senare namnet Rääf i Finland på nummer 58 för att skilja ätten från den andra ätten Rääf, vilken introducerades 1633 med namnet Rääf i Småland.
Av släktens två grenar fick den ena sköldebrev 1592, och blev introducerad 1625 vid Riddarhusets stiftelse under 
nummer 58, och utgick på svärdssidan under 1650-talet. Den andra grenen fortlevde ännu åtminstone 1665, 
men tros då varit utgången på svärdssidan. Stamgodset Raukkala i Lundo ärvdes av ätten Stålhandske, säteriet Sjölaks i Kimito delades mellan ätterna Rääf, senare Bosin, och Stålhandske. Den ointroducerade grenens hemgård Gunby i Kimito ärvdes av ofrälse efterkommande på kvinnosidan. 
1. Erik Andersson till Sjölaks i Kimito socken. Fogde över arv och eget i Finland. Gift med Margareta Fleming, dotter till borgmästaren Erik Hermansson Fleming och Anna Engelbrektsdotter, dotter till Engelbrekt till Isnäs and Margareta Natt och Dag.[1]
  1. Henrik Eriksson till Sjölaks, på vilket han fick livstidsfrälse 1583.
    1. Arvid Henriksson Rääf till Sjölaks. Blev 1625 introducerad på Sveriges Riddarhus under nr 24, vilket sedan ändrades till nr 58, och har ätten sedermera, till åtskillnad från ätten Rääf i Småland, fått namnet Rääf i Finland. Löjtnant vid finska rytteriet. Fick 1633-04-17 Konfirmerat på de gods, som han med sin hustru fått efter hennes första man, nämligen Vanantaka i Janakkala socken, Tirmula i Lampis socken och Dalkarby i Pojo socken. Levde 1653, då han tvistade om arvgods med sin systerson, men torde avlidit detta år, enär hans styvdotters man Pavel Bosin 1654 fick besittningsrätt på hans frälsegods. Gift omkring 1633 med Anna von Treijden, som var änka efter Nils Spåre, död 1625.
      1. Arvid, död ung och före fadern.

    2. Anna, död omkring 1660. Gift med kaptenen Robert Wallace.
2. Anna Eriksdotter, till Sjölaks. Gift 1581 på Muurla gård i med slottsloven Joakim Didriksson, adlad Brand,